# Павле Обрадовић
Павле Обрадовић (17. јун 1871 —1941), протојереј СПЦ. Рођен је у Брувну крај Грачаца. Завршио је гимназију у Сремским Карловцима, где је завршио и богословију 1892. Рукоположен је 1894. и постао је парох најпре у Истоку, па у Небљусима крај Доњег Лапца, где је био парох све до 1941. Из усташког стана (штаба) је добио између 15. и 16. јуна 1941. позив да дође на саслушање у Доњи Лапац. Тада је отпочела масовнија ликвидација истакнутијих Срба. По доласку у Доњи Лапац затворен је и отпремљен је у госпићки концентрациони логор. Убијен је и бачен у јаму Јадовно на Велебиту.